# 654년

## 연호
- 당(唐) 영휘(永徽) 5년
- 일본(日本) 하쿠치(白雉) 5년

## 기년
- 당(唐) 고종(高宗) 5년
- 신라(新羅) 진덕여왕(眞德女王) 8년 / 태종무열왕(太宗武烈王) 원년
- 고구려(高句麗) 보장왕(寶臧王) 13년
- 백제(百濟) 의자왕(義慈王) 14년

## 사건
- 신라에서 성골 가계가 끊어지고 진골들의 왕위 세습이 시작되다.
- 진골 출신 김춘추, 태종무열왕으로 왕의 자리에 오르다.

## 사망
- 신라(新羅) 28대 국왕(國王) 진덕여왕(眞德女王)